# Ebersbach/Sa.
Ebersbach/Sa. (pol. hist. Habracice, górnołuż. Habrachćicy) – dzielnica miasta Ebersbach-Neugersdorf w Niemczech w kraju związkowym Saksonia, w okręgu administracyjnym Drezno, w powiecie Görlitz, przy granicy z Czechami. Do 31 grudnia 2010 Ebersbach/Sa. był miastem.

## Współpraca
Miejscowości partnerskie: 
- Bourg-lès-Valence, Francja
- Ebersbach an der Fils, Badenia-Wirtembergia
- Jiříkov, Czechy

## Osoby urodzone w Ebersbach/Sa.
- Ivica Račan (24 lutego 1944) – chorwacki polityk, premier Chorwacji w latach 2000–2003, przewodniczący SPH.

## Galeria

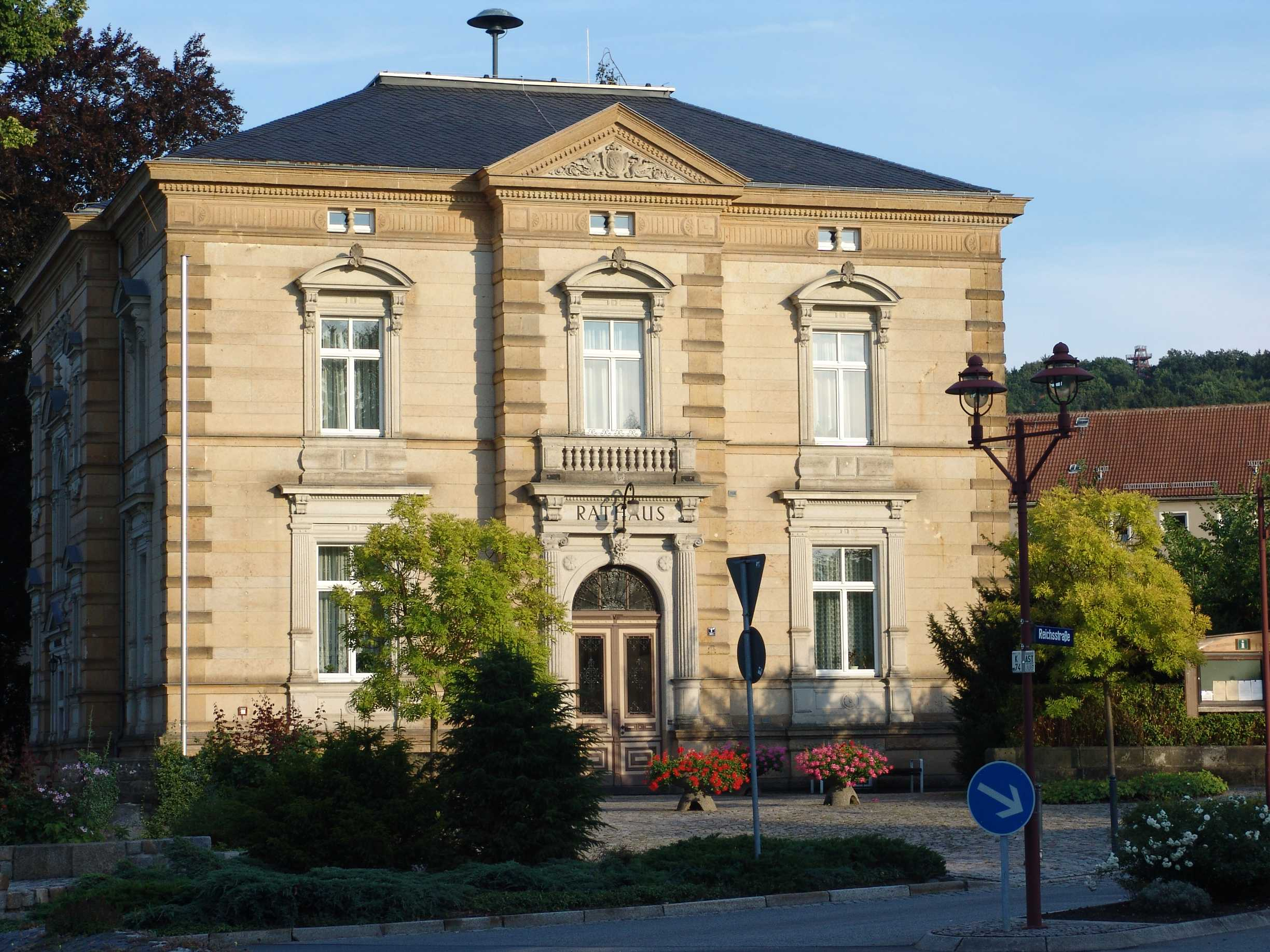
Ratusz
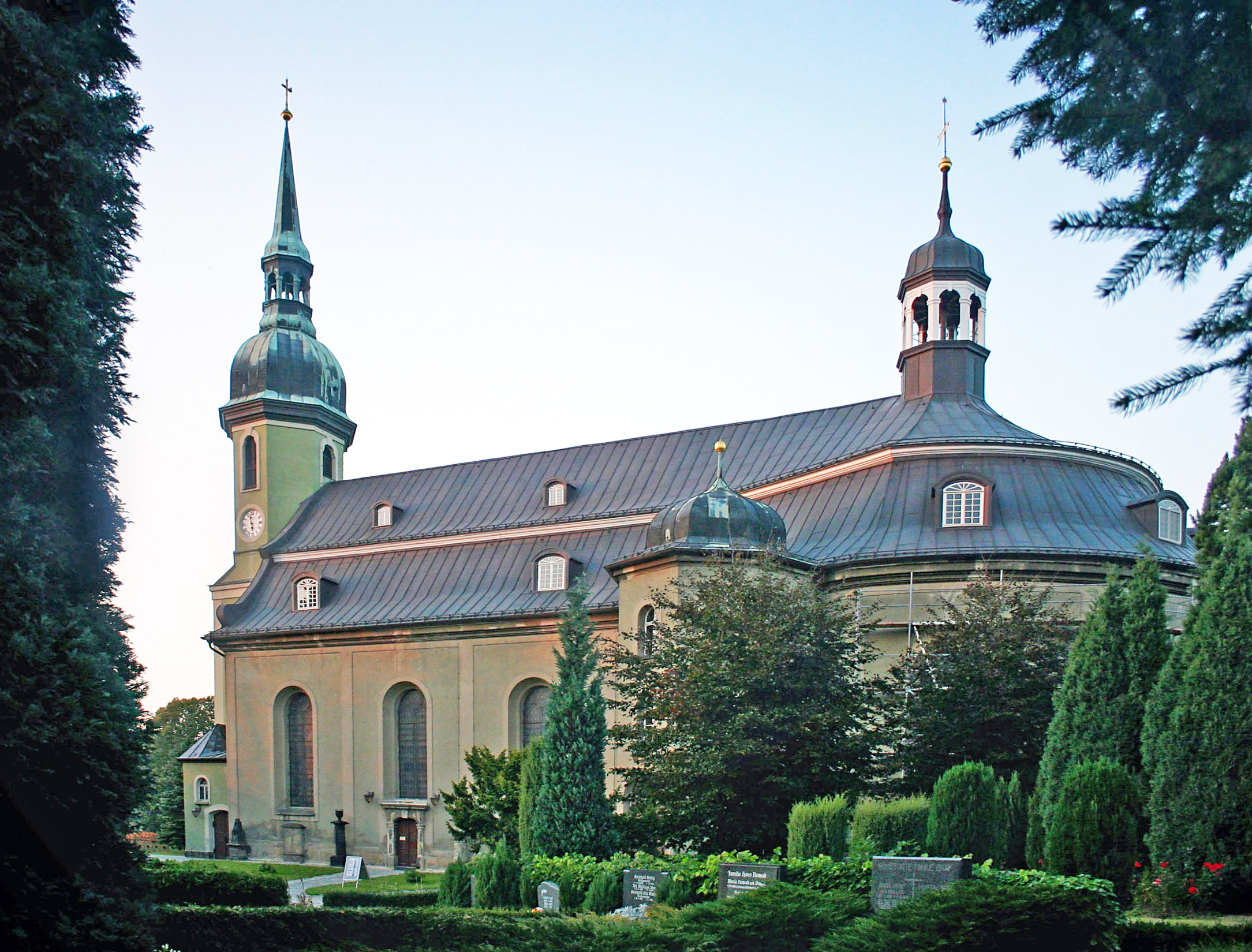
Kościół Ewangelicki
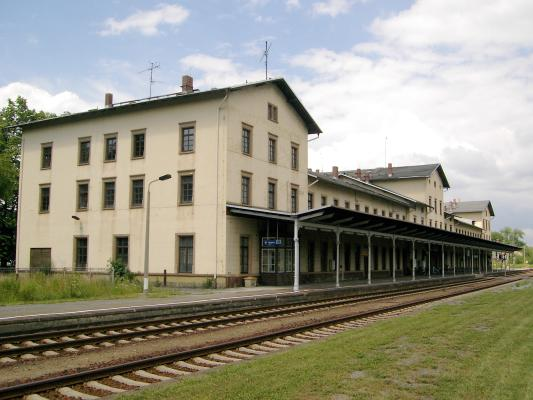
Dworzec kolejowy